# 芳流館互盟社
芳流館互盟社（ほうりゅうかんごめいしゃ、略称：互盟社）は、和歌山県東牟婁郡古座川町高池に所在する地域文化団体。1887年（明治20年）頃に設立され、獅子舞をはじめとする伝統文化の保存と継承、地域社会との連携活動を行っている。

## 概要
正式名称：芳流館互盟社
設立年：1887年（明治20年）頃
所在地：和歌山県東牟婁郡古座川町高池212
性格：設立当初は若衆宿（青年団的性格）として発足。現在は地域文化の保存・継承を目的とした有志団体。

## 活動内容

### 獅子舞の保存
当地の獅子舞は、享保年間（1716年～1736年）に古座組大庄屋の中西孫左衛門勝応が伊勢神宮参詣の折に見た伊勢神楽を持ち帰ったことに起源を持つ。これが当地で独自に洗練され「古座獅子」として定着した。互盟社は高川原村に伝わるこの獅子舞を継承し、現在も地域の祭礼において演じている。

### 年間行事
春：敬老会（1904年開始）
夏：河内祭（7月第4土・日・月、国指定重要無形民俗文化財）
秋～冬：火焚き祭り（霜月祭り、11月15日に近い土曜日）

### 地域との関わり
葬祭手伝い、非行防止、消防協力等の地域治安活動
地域イベントにおける獅子舞披露
勤勉貯蓄部の運営（現在は廃止）

## 沿革
1887年（明治20年）頃、高川原村の岩城平兵衛が池ノ口村の青年組織「有志館同心社」に感銘を受け、地元に青年会を設立したのが始まりである。岩城は初代社長に就任した。
1890年（明治23年）、文部大臣より全国優良青年団のひとつとして表彰された。1898年（明治31年）には創設者岩城を讃える記念碑が祥源寺の墓地に建立された。
現在の互盟社会館は1927年（昭和2年）頃に建設された木造洋館で、玄関柱には古代ギリシャ様式の装飾が施され、和洋折衷の文化的価値が高い建築である。

## 現況
現在の構成員は社員およそ12名、社員卒業有志による「雇い」がおよそ20名。地域イベントでの披露や、若者たちによる継承の取り組みも報道されている。

## 関連項目

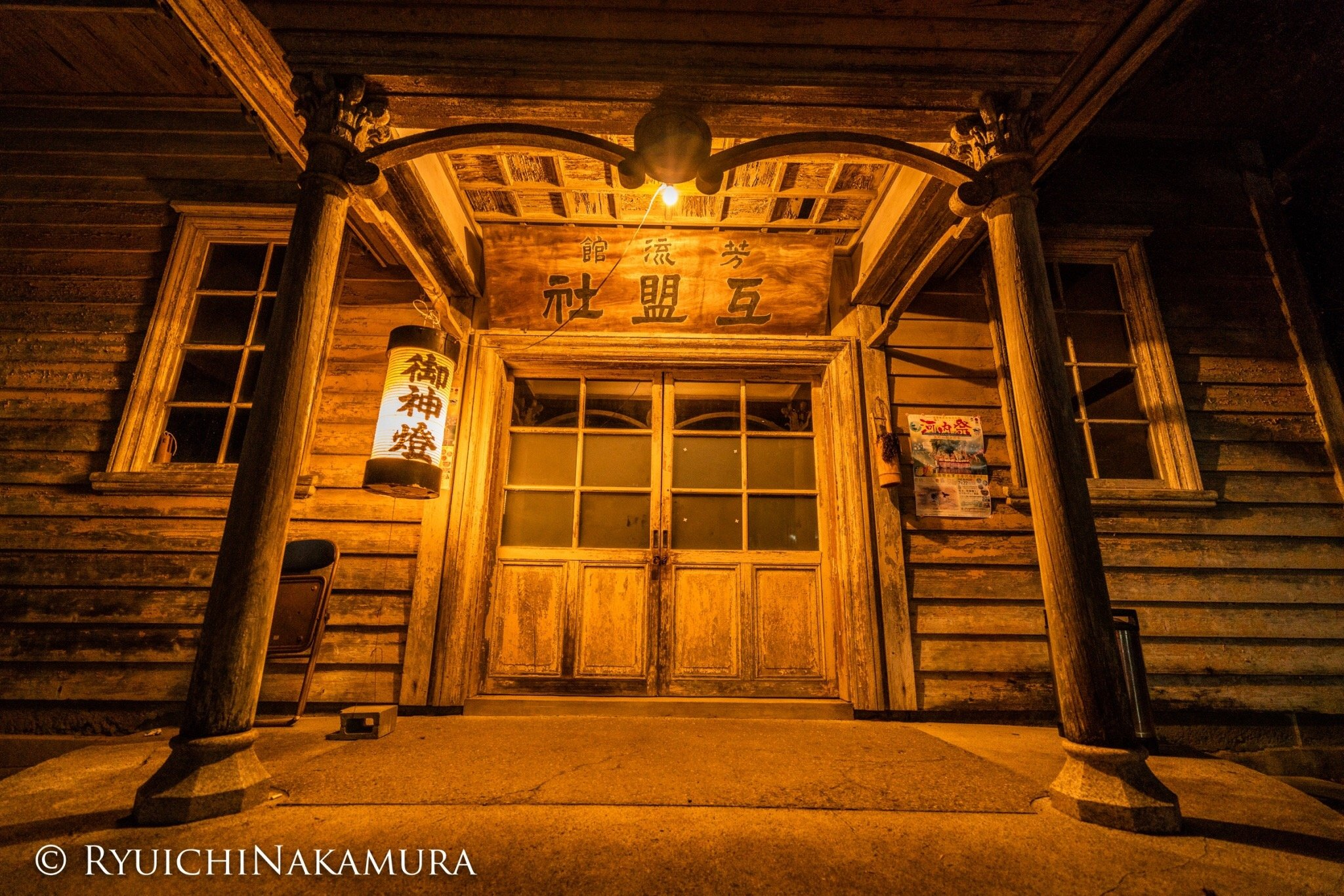
和歌山県東牟婁郡古座川町高池にある芳流館互盟社の会館。1927年（昭和2年）頃に建築されたとされる木造洋館で、玄関柱には古代ギリシャ様式を模した装飾が施されている。地域青年団としての互盟社の活動拠点であり、和洋折衷の歴史的建築物として注目されている。

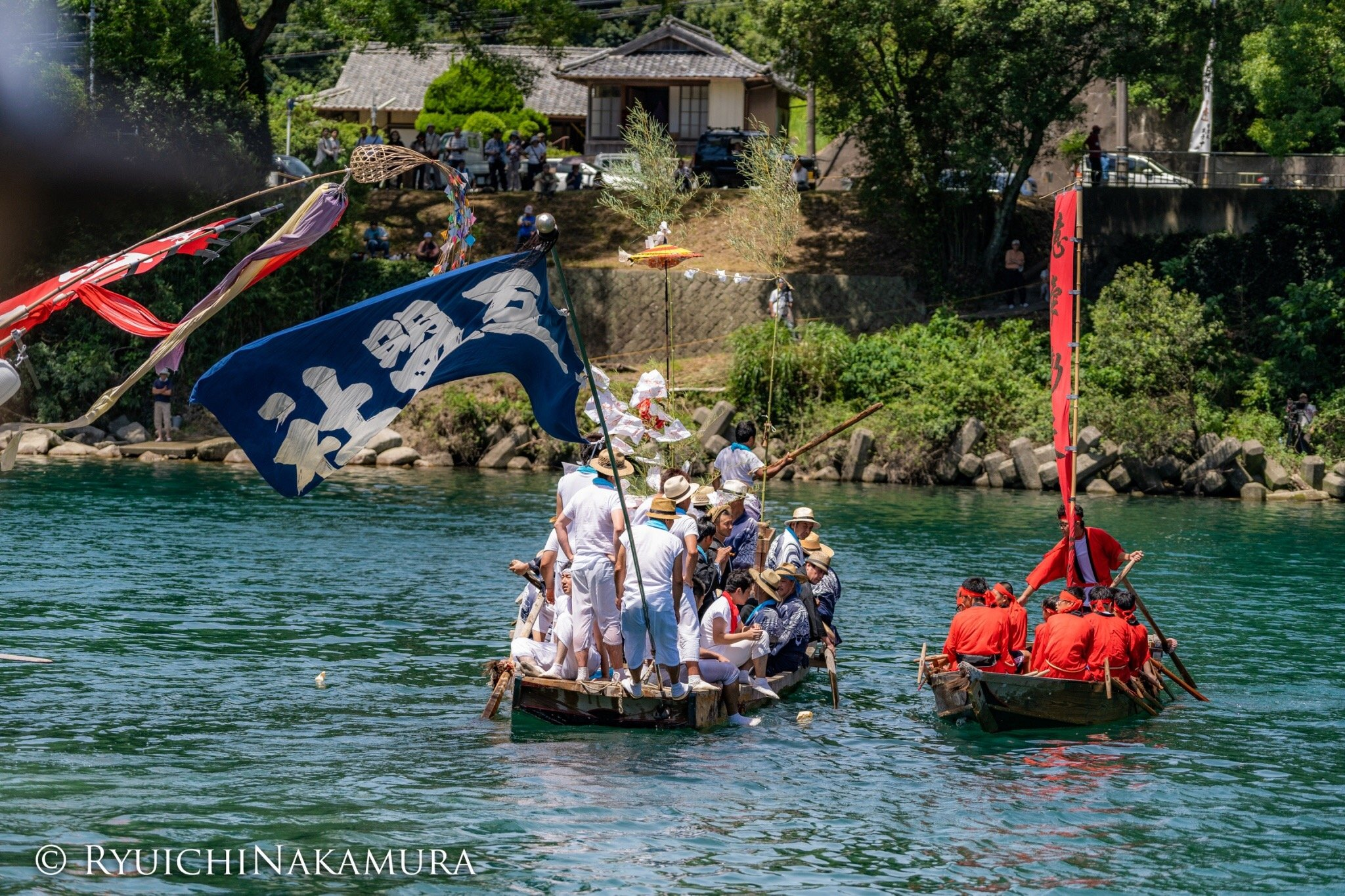
5地区が一堂に会して行われる河内祭ではあるが、現在は互盟社が3地区分を一手に引き受けている（高池下部区、宇津木区、月野瀬区）、また、互盟社だけが現在も伝統に基づき、櫓（手漕ぎによる人力操舵）で行っている、貴重な団体である。

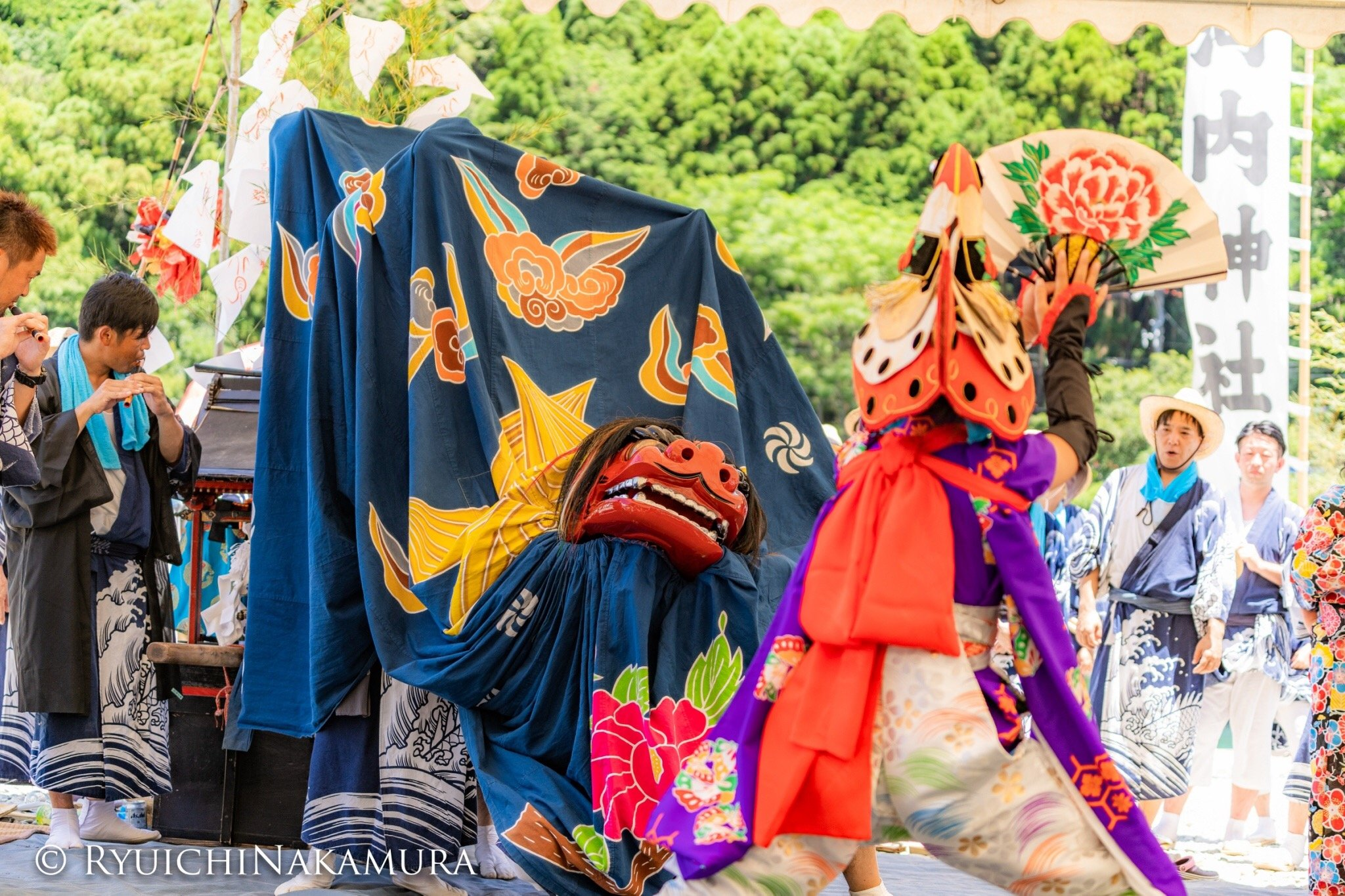
和歌山県東牟婁郡古座川町にある芳流館互盟社によって継承されている古座獅子の演舞（河内祭にて）。